# Medasina scotosiaria
Medasina scotosiaria är en fjärilsart som beskrevs av W. Warren 1893. Medasina scotosiaria ingår i släktet Medasina och familjen mätare. Inga underarter finns listade i Catalogue of Life.